# Дегтярево (Мордовия)
Дегтярево — деревня в составе  Русско-Тювеевского сельского поселения Темниковского района Республики Мордовия.

## География
Находится на расстоянии менее 1 километра на восток от районного центра города Темников.

## История
Известна с 1614 года. В 1866 году была учтена как владельческая деревня Темниковского уезда из 13 дворов.

## Население
Постоянное население составляло 36 человек (русские 92%) в 2002 году, 24 в 2010 году .